# ماركو زاني
ماركو زاني (مواليد 11 تموز / يوليو 1986) سياسي إيطالي وعضو في البرلمان الأوروبي عن رابطة الشمال. وهو يرأس حالياً مجموعة الهوية والديمقراطية.